# Владислав Жила
Владислав Жила (пол. Władysław Żyła; 21 січня 1877, Бурштин, Рогатинський повіт, Галичина, Австро-Угорщина — 18 травня 1925, Львів, Львівське воєводство, Польща) — польський священник, мистецтвознавець і історик релігії. Габілітований доктор філософії (1917), професор кафедри церковного мистецтва Львівського університету.

## Життєпис
Батько — Валентій, працівник залізниці. Закінчивши гімназію у Станиславові 1895 року, Владислав вступив до семінарії у Львові. Одночасно здобув освіту на теологічному факультеті Львівського університету. Висвячений на священика 1899 році. Архиєпископ Юзеф Більчевський помітив талановитого священнослужителя і після висвячення відправив його на богословське навчання до Риму та Інсбрука (1900—1902); молодий священик став там доктором богослов'я у 1902 році. Після повернення до Галичини його призначили катехитом у шкілах міст Львова та Тернополя. Оселився він у Львові на вул. Театинській, 7 (нині — вулиця Максима Кривоноса).
Поступово сформувався його інтерес до історії мистецтва, тому 1911 року він вирушив до Зальцбурга на з'їзд істориків церковного мистецтва. У листі до єпископа, описуючи перебування на заході, Жила написав, що завдяки участі в цій зустрічі він багато чому навчився у сфері консервації пам'яток. Священник уважав, що дослідження церковного мистецтва допомагає возвеличувати Бога і викликати більші релігійні почуття. У наступні роки за згодою та допомогою архиєпископа Більчевського В. Жила збирав мистецтвознавчі матеріали в Бергамо (про каплицю Коллеоні) та навчався в Парижі (Сорбонна, Академія мистецтв, Еколь-дю-Лувр та Колле-де-Франс) і Мюнхені.
1916 року отримав науковий ступінь доктора філософії з історії мистецтва та класичної археології на філософському факультеті Львівського університету. 30 липня 1917 року габілітований на теологічному факультеті Львівського університету з дисертацією «Церква оо. домініканців у Тернополі (1749—1779)».
1919 року Рада богословського факультету університету Яна Казимира у Львові розпочала роботу зі створення кафедри історії церковного мистецтва, в тому числі християнської археології. Очолити її мав отець Жила. Однак, попри старання декана теологічного факультету о. проф. Францішека Лісовського міністерство довго розглядало це питання. У цей час Владислава Жилу почали запрошувати до себе Варшавський і Яґеллонський університети. Львівський митрополит не дозволив отцю Жилі перейти в іншу парафію, а у відповіді міністерства наприкінці 1919 року науковцеві дали звання надзвичайного професора, а 1921 року — звичайного професора.
Професор Жила намагався передати свої знання наступникам, так за його клопотанням 1920 року здібного студента Леона Ісаковича призначено асистентом кафедри історії церковного мистецтва. Проте Ісакович не довів до кінця написання докторської дисертації («Надгробні плити Вірменського катедрального собору») і зосередився на церковних обов'язках.
У літературному та науковому доробку отця Жили лише 36 праць, більшість з яких написана у 1918—1920 роках, адже пізніше педагог зосередився на викладанні. Серед цих праць — монографії, звіти, замітки з подорожей, рецензії, публіцистика, а також про охорону та збереження пам’яток, опис пам’яток Польщі, а особливо Малопольщі, і статті про європейське мистецтво.
Владислав Жила помер 18 травня 1925 року у Львові у віці 49 років через туберкульоз. Про незамінність і унікальні знання дослідника свідчить той факт, що вже наступного року кафедру церковного мистецтва у Львівському університеті було закрито. Навчальний заклад не зміг знайти гідну заміну професорові.
Поховали отця Жилу 20 або 21 травня 1925 року на Янівському цвинтарі. Його могила, № 162 на 14-му полі, не збереглася.